# Nicola Molteni
Nicola Molteni (Cantù, 6 marzo 1976) è un politico italiano, dal 29 aprile 2008 deputato alla Camera per la Lega Nord e sottosegretario di Stato al Ministero dell'interno nei governi Conte I, Draghi e attualmente nel governo Meloni.

## Biografia
Nato a Cantù, in provincia di Como, ha conseguito la laurea presso l'Università degli Studi dell'Insubria di Como, con una tesi su "La modifica del Titolo V della Costituzione".
Avvocato, è iscritto presso l'Albo degli Avvocati del Foro di Como.
È sposato con l'ex direttrice de la Padania Aurora Lussana.

### Attività politica

#### Gli inizi
Alle elezioni comunali in Lombardia del 1997 viene eletto consigliere comunale a Cantù nelle liste della Lega Nord, diventandone l'anno successivo capogruppo in consiglio comunale e rimanendo in carica fino al 2001.
Dal 2002 al 2003 è stato responsabile provinciale degli enti locali Lega Nord a Como, segretario provinciale della Lega Nord a Como dal 2003 al 2006, e infine dal 2003 al 2011 componente del consiglio nazionale della Lega Lombarda.
Alle elezioni politiche del 2006 è candidato alla Camera dei Deputati nelle liste della Lega Nord per la circoscrizione Lombardia 2, ma risulta il primo dei non eletti.

#### Elezione a deputato
Alle elezioni politiche del 2008 viene ricandidato alla Camera nella medesima circoscrizione ed è eletto deputato. Nel corso della XVI legislatura è stato membro e vice-capogruppo per la Lega Nord della 2ª Commissione Giustizia della Camera, membro del Comitato parlamentare per i procedimenti di accusa, componente del Consiglio di giurisdizione, subentrato a Roberto Cota nella Giunta per il regolamento e a Luciano Dussin come membro della Giunta delle elezioni.
Alle elezioni comunali in Lombardia del 2012 si è candidato a sindaco di Cantù, appoggiato dalla Lega Nord, La Destra e le liste civiche "Impronta Civica" e "Forza Cantù", ottenendo al primo turno il 25,33% dei voti e accedendo al ballottaggio con lo sfidante civico Claudio Bizzozero (23,90%), dove viene sconfitto da quest'ultimo, ottenendo il 44,97% dei voti contro il 55,03% di Bizzozero.
Alle elezioni politiche del 2013 è stato riconfermato deputato alla Camera nella circoscrizione Lombardia 2. Nella XVII legislatura diventa tesoriere del gruppo parlamentare della Lega Nord (rinominato "Lega Nord e Autonomie"), che lascerà nel 2015 al collega Roberto Simonetti, diventando vice-capogruppo vicario alla Camera al posto del tosiano Matteo Bragantini.
Alle elezioni comunali in Lombardia del 2017 viene rieletto consigliere comunale a Cantù, cessando dalla carica il 26 maggio 2019.

#### Sottosegretario dell'interno
Alle elezioni politiche del 2018 viene candidato alla Camera nel collegio uninominale Lombardia 2 - 06 (Cantù) per la coalizione di centro-destra in quota Lega e viene rieletto deputato con il 53,31% dei voti contro la candidata del centro-sinistra (in quota Partito Democratico) Patrizia Lissi (21,37%) e quella del Movimento 5 Stelle Carmelina Pisanello (19,12%).
In seguito alla nascita del governo Conte I tra il Movimento 5 Stelle e la Lega, il 13 giugno 2018 è stato nominato sottosegretario di Stato al Ministero dell’Interno, affiancando il ministro, nonché vicepremier e segretario federale della Lega, Matteo Salvini.
Il 1º marzo 2021 ritorna al Ministero dell’Interno come sottosegretario nel governo Draghi.
Alle elezioni politiche anticipate del 2022 viene ricandidato alla Camera nel collegio uninominale Lombardia 2 - 03 (Como), sostenuto dalla coalizione di centro-destra in quota Lega, venendo rieletto deputato con il 53,64% dei voti e superando nettamente più del doppio rispetto al principale candidato del centro-sinistra Luca Monti (23,74%). 
Con la vittoria del centro-destra alle politiche del 2022 e la seguente nascita del governo presieduto da Giorgia Meloni, il 31 ottobre 2022 viene confermato dal Consiglio dei Ministri come sottosegretario all'interno nel governo Meloni, ritornando in carica dal 2 novembre e affiancando il ministro Matteo Piantedosi.